# Kader Belarbi
Kader Belarbi (Grenoble, 18 novembre 1962) è un ex ballerino, direttore artistico e coreografo francese.

## Biografia
Kader Belarbi è nato a Grenoble, figlio di padre algerino e madre francese. Dopo cinque anni con la scuola di danza dell'Opéra di Parigi, nel 1980 si è unito al corps de ballet del teatro. La sua carriera nella compagnia è stata rapida: nel 1984 è stato promosso a coryphée, nel 1985 a solista e nel 1989 Rudol'f Nureev lo ha proclamato danseur étoile.
Attore carismatico e ballerino tecnicamente dotato, Belarbi ha danzato un vasto repertorio di ruoli all'interno della compagnia, ballando sia in ruoli da protagonista che da caratterista in numerosi balletti classici e moderni. Ha danzato, tra i molti, i ruoli di Albrecht in Giselle, Siegfried ne Il lago dei cigni, Tebaldo in Romeo e Giulietta, Basilio ed Espada in Don Chisciotte, Solor ne La Bayadere, Frollo e Quasimo in Notre-Dame de Paris e Lescaut ne L'Histoire de Manon. Si è distinto in molti dei ruoli originati da Vaclav Nižinskij, tra cui Petruška e Il pomeriggio di un fauno. Nel 1995 ha danzato e recitato ne Il martirio di San Sebastiano al Teatro la Fenice.
Ha dato l'addio alle scene il 13 luglio 2008 e dal 2012 è direttore artistico del Ballet du Capitole, per cui ha coreografato oltre una dozzina di balletti, tra cui nuovi allestimenti di Le Corsaire e Giselle.